# Жалабер, Шарль
Шарль Франсуа Жалабер (фр. Charles François Jalabert; 25 декабря 1818 (иногда ошибочно указывается 1 января 1819), Ним — 1901, Париж) — французский художник, представитель академизма.

## Биография
Уроженец Нима, Жалабер появился на свет на Рождество (25 декабря), поэтому его записали родившимся только по окончании выходных — 1 января следующего года (и эта дата часто встречается в биографиях художника). Юный Шарль Франсуа учился у художника Александра Колена в местной рисовальной школе. Его отец, однако, посчитал, что коммерческая карьера будет для мальчика более прибыльной и отправил его для обучения в Париж. Однако вместо этого Жалабер поступил в Париже в художественную студию Поля Делароша. Именно Делароша он позднее считал своим главным учителем и поддерживал с ним дружеские отношения в течение многих лет. В 1841 году Жалабер получил Вторую Римскую премию, однако в дальнейшем, несмотря на три попытки, так и не получил первую, поэтому в 1843 году отправился в Рим за свой счёт.

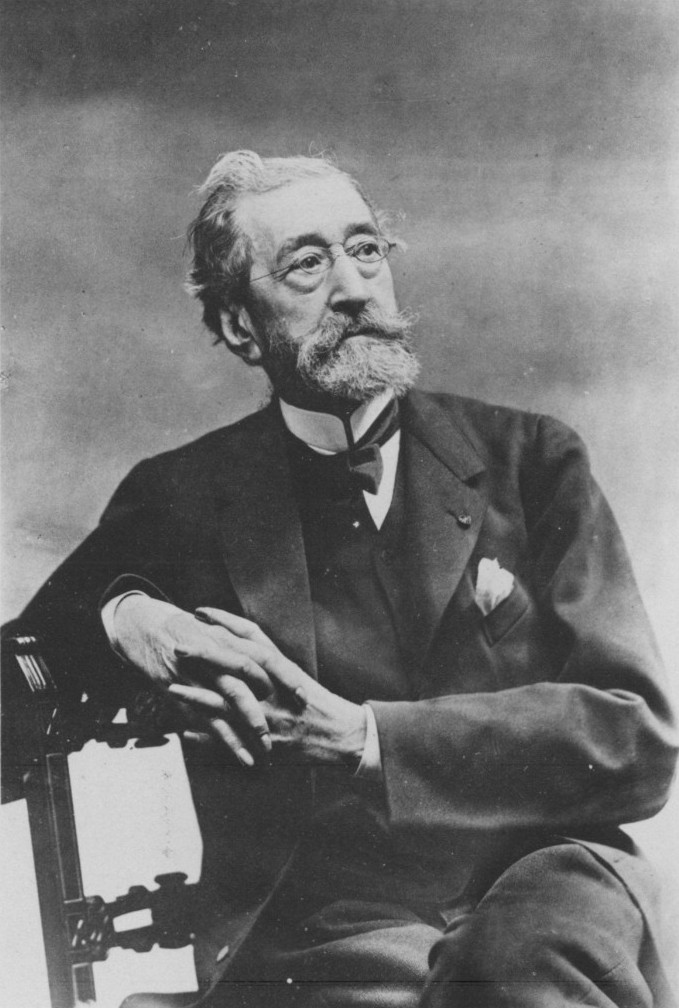
Шарль Жалабер. 1900-е

Вернувшись во Францию в 1847 году, Шарль Жалабер имел успех на Парижском салоне, быстро стал художником, известным в парижском высшем обществе, часто посещал салон мадам Сабатье. Многие его картины были посвящены религиозным и историческим сюжетам, однако он также работал и как портретист, в том числе по заказам представителей Орлеанского дома. Одна из его картин была уже при жизни приобретена парижским Люксембургским музеем.
Работы художника при его жизни широко тиражировались издателем Адольфом Гупилем, с которым его познакомил Жан-Леон Жером, что приносило Жалаберу стабильный достаток.
Шарль Жалабер умер 8 марта 1901 года в своем доме в Париже, на улице Шапталь.
В 1903 году Эмиль Рейно, бывший мэр Нима и муж племянницы Шарля Жалабера, написал подробную биографию художника, получившую награду Французской академии.
В 1904 году в городе Ниме был установлен бюст художника, работы скульптора Петра Николаевича Тургенева (не сохранился).
Некоторые из работ Жалабера сейчас находятся в Музее изящных искусств Нима.
В числе его известных учеников Поль Труильбер.

## Галерея

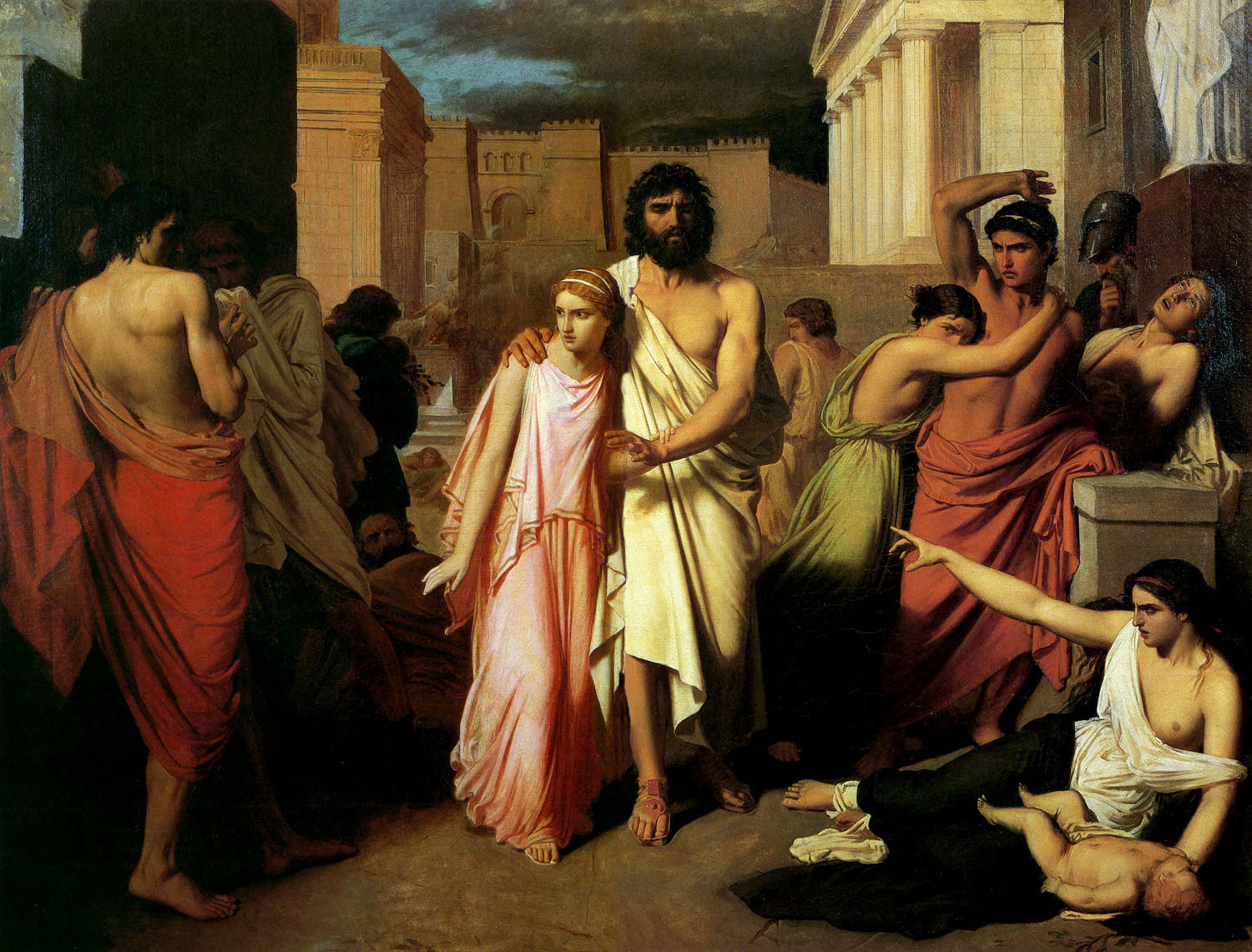
Антигона выводит слепого Эдипа из Фив. 1842
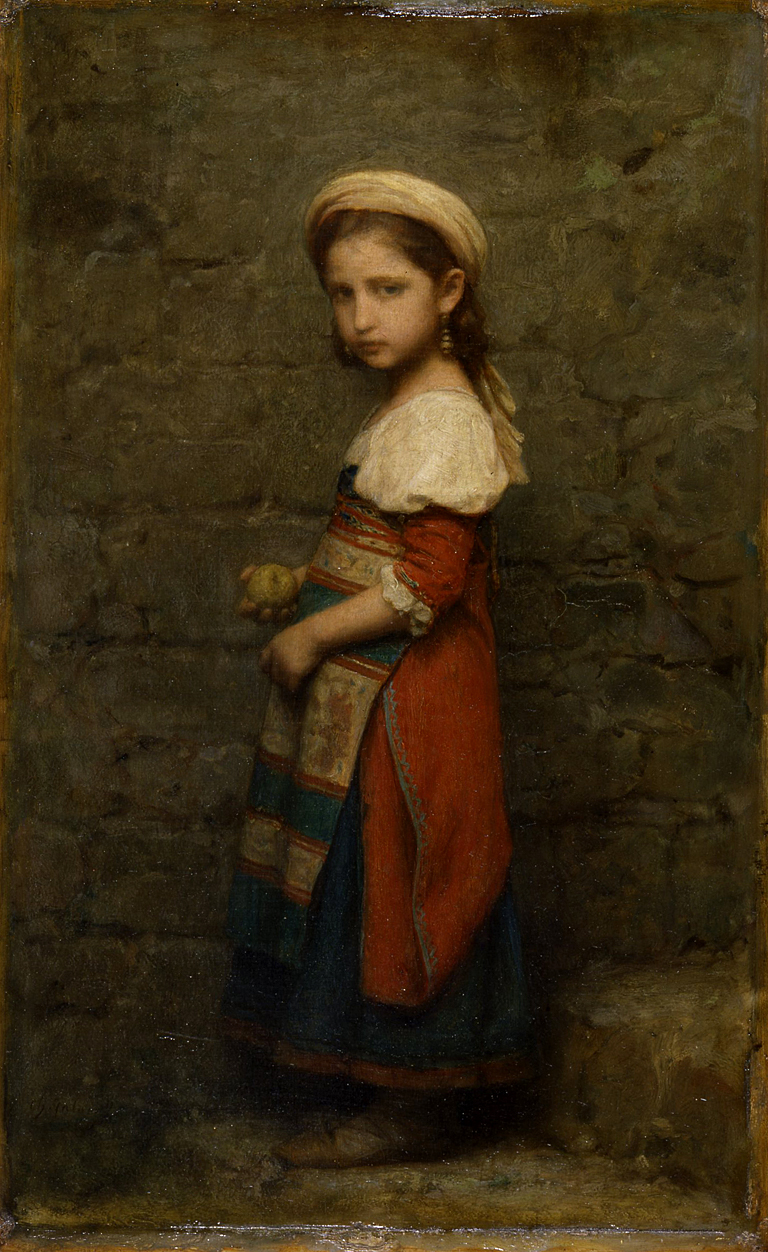
Итальянская девочка. После 1863
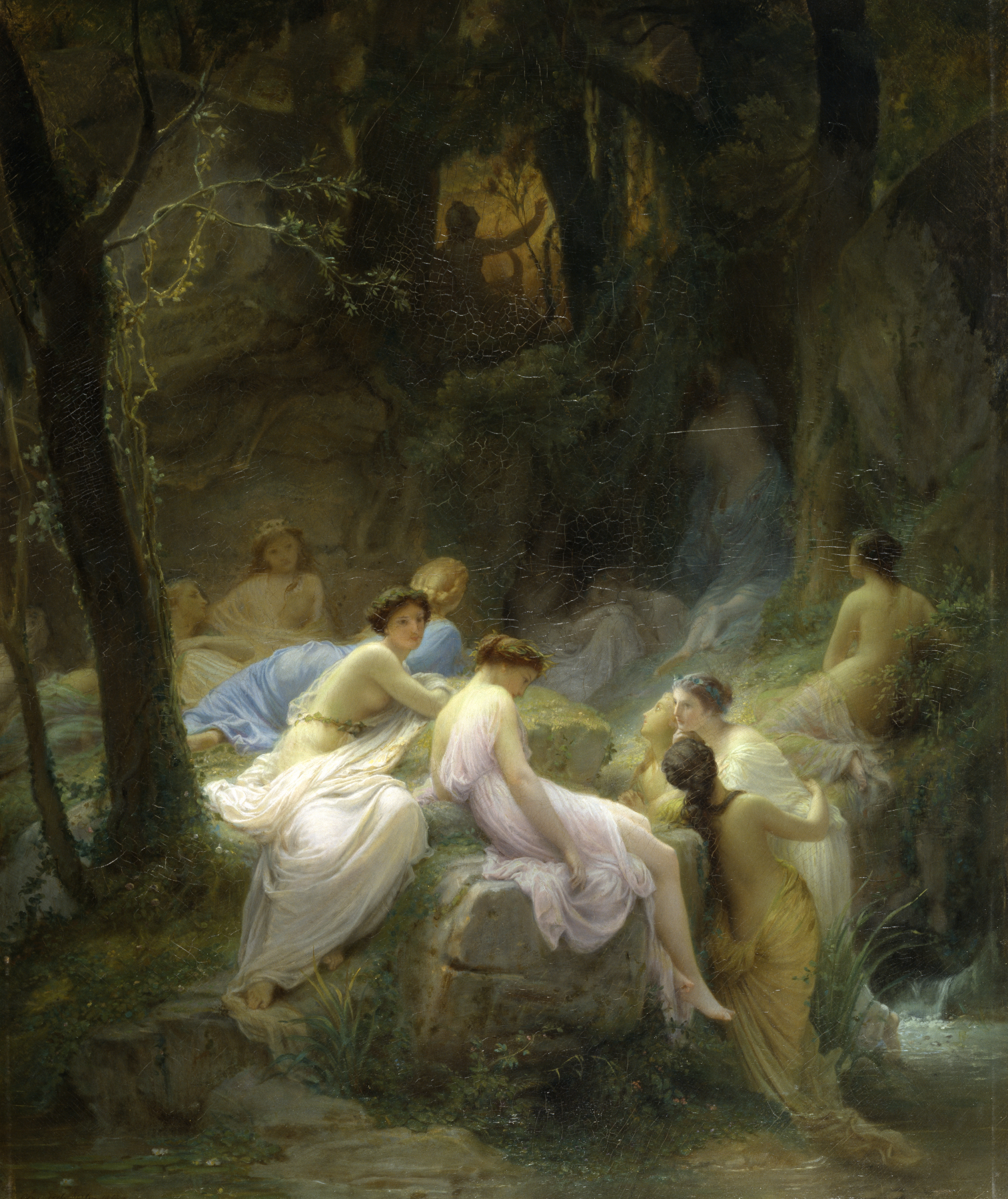
Нимфы слушают пение Орфея. 1853
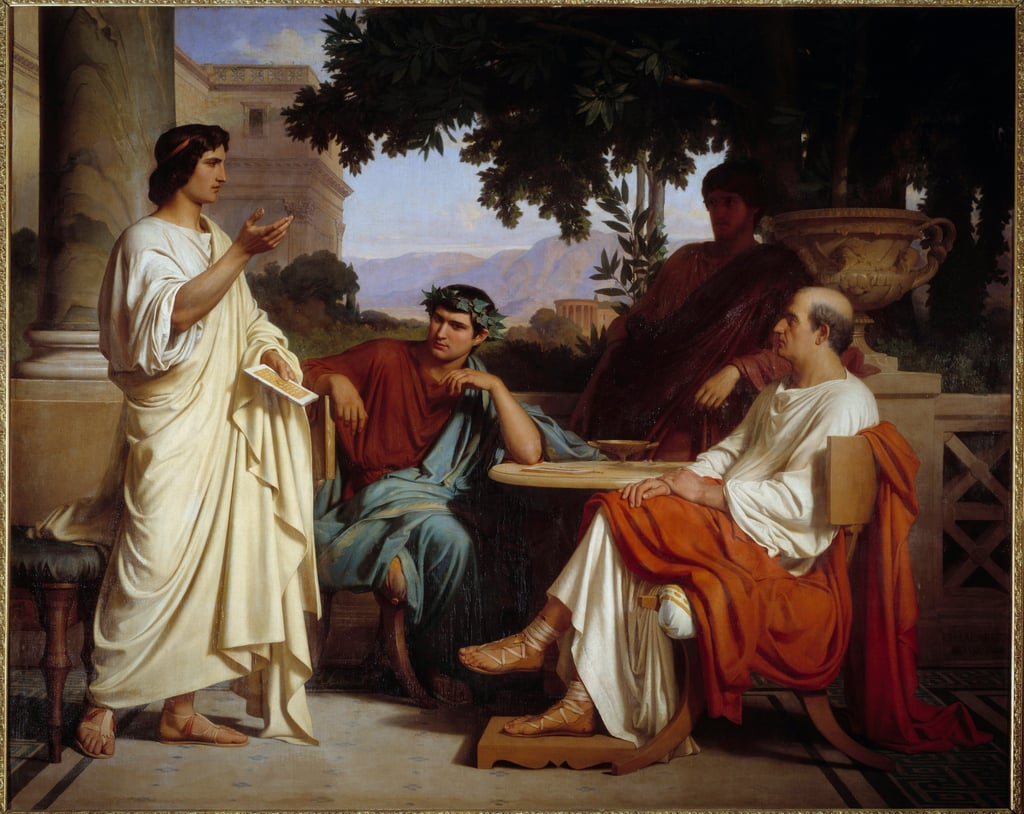
Гораций, Вергилий и Варий в доме Мецената